# Champ de Mars

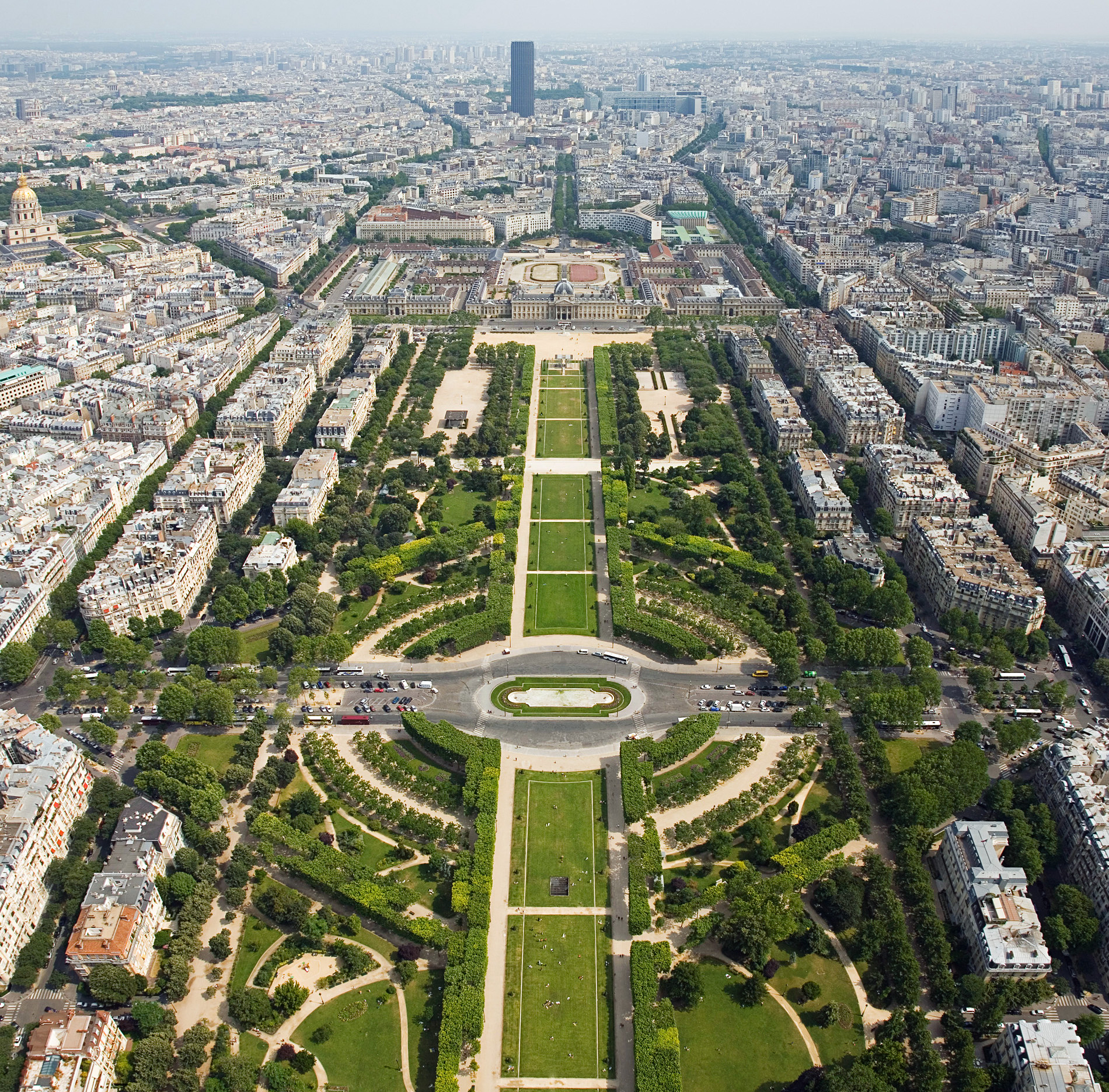
Blick auf das Marsfeld vom Eiffelturm aus, mittig im Hintergrund schwarz herausragend der Tour Montparnasse

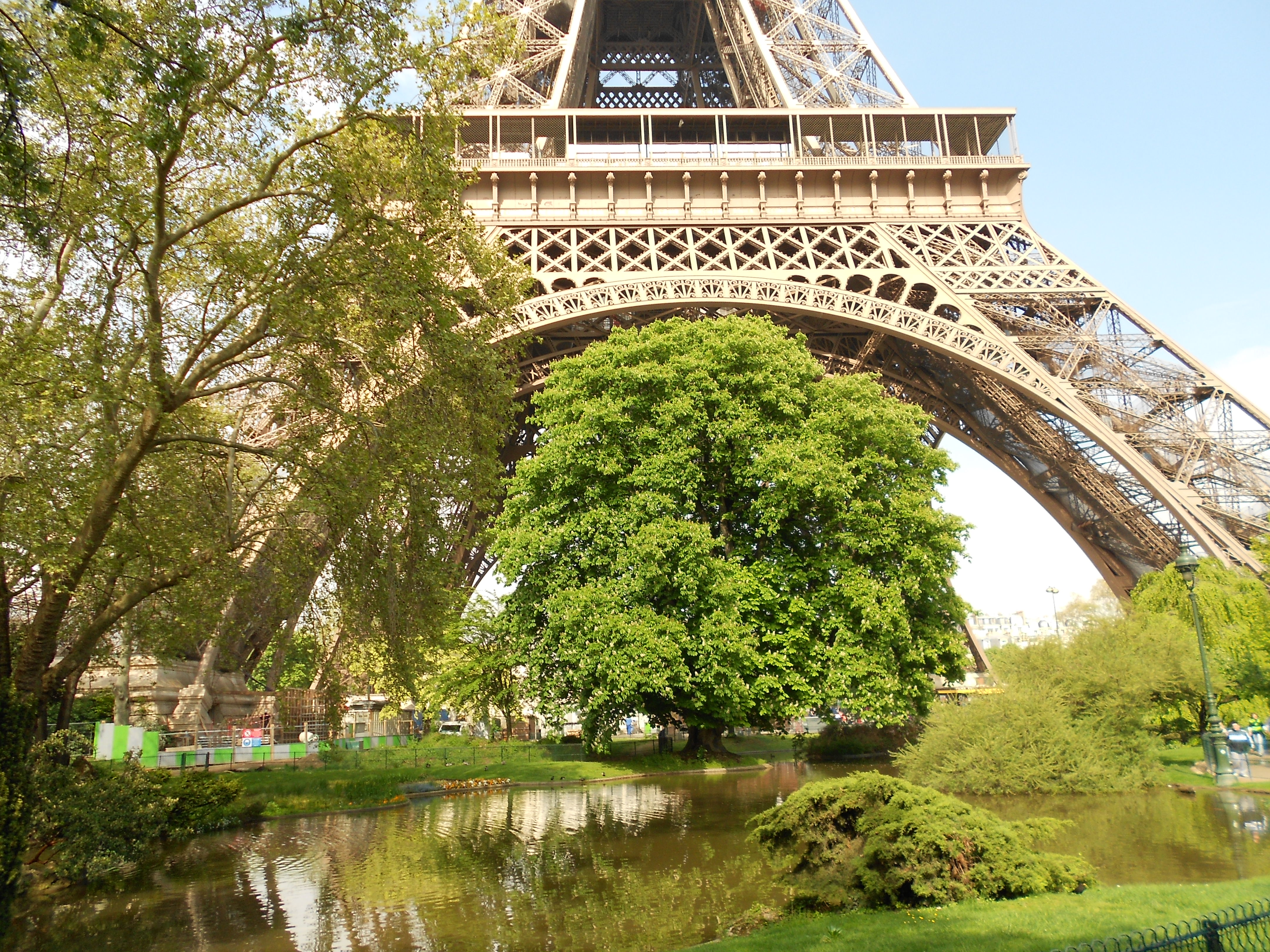
Blühender Kastanienbaum unterhalb des Eiffelturms auf dem Marsfeld

Das Champ de Mars (deutsch Marsfeld), auch als Parc du Champ de Mars bezeichnet, ist eine ursprünglich zu militärischen, später mehrfach zu Ausstellungszwecken genutzte Großgrünfläche von heute 24,3 ha im 7. Arrondissement von Paris. An seinem nordwestlichen Ende erhebt sich unweit der Seine, als Relikt der Weltausstellung von 1889, der Eiffelturm, im Südosten wird es durch den Place Joffre und die Avenue de La Motte-Picquet von der École Militaire abgegrenzt.
Nördlich der Seine setzt sich die Grünanlage quasi in den Gartenanlagen des Trocadéro fort.

## Geschichte

Champ-de-Mars, Paris.

Das bis ins 18. Jahrhundert landwirtschaftlich genutzte Gelände wurde nach der Errichtung der École militaire (1765) als Exerzierplatz ausgebaut. Zu diesem Zwecke wurde es planiert und von einem Graben sowie einer Ulmenallee umgeben. Bis etwa 1780 blieb seine Nutzung rein militärisch. Am 14. Juli 1790 fand hier als Revolutionsfest das Föderationsfest (frz. Fête de la Fédération) statt: Ludwig XVI. leistete vor 300.000 Zuschauern seinen Eid auf die von La Fayette verlesene Verfassung. Zu diesem Zweck wurde ein Altar des Vaterlands errichtet. Am 17. Juli 1791 war hier der Schauplatz des sogenannten Massakers auf dem Marsfeld. Am 8. Juni 1794 fand hier das von Jacques Louis David inszenierte „Fest des höchsten Wesens“ (frz. Fête de l'Etre suprême) statt, dem Robespierre präsidierte.
Die Weltausstellungen von 1867, 1878, 1889, 1900 und 1937 nutzten das Gelände. Erstmals wurde das Gelände 1798 für eine nationale Industrieausstellung verwendet. Hier fanden die Fechtwettbewerbe der Olympischen Sommerspiele von 1900 statt. Die meisten baulichen Reste der diversen Ausstellungen, etwa ein großes Riesenrad, sind aber im Laufe der Zeit entfernt worden. Angesichts des enormen Bebauungsdrucks war das Champ de Mars um die Jahrhundertwende 1900 akut von Parzellierung bedroht, massive Proteste von Bürgerinitiativen sicherten aber den Weiterbestand als Grünzone.
Am 30. März 2000 wurde von Jacques Chirac eine Mauer des Friedens eingeweiht, die von der Künstlerin Clara Halter entworfen und dem Architekten Jean-Michel Wilmotte errichtet wurde. Sie befindet sich gegenüber der École Militaire.
Erstmals nach den Weltausstellungen 1900 und 1937 wurde das Areal direkt am Fuße des Eiffelturms im Herbst 2012 für eine mehrwöchige Veranstaltung genutzt. Auf dem Champ de Mars wurde der Unterzeichnung des Élysée-Vertrags am 22. Januar 1963 gedacht. Die Ausstellung der United Buddy Bears im Oktober und November 2012 erinnerte in Paris an den Grundstein der deutsch-französischen Freundschaft. „Nur auf dem festen Fundament der deutsch-französischen Freundschaft kann es gelingen, die Welt von heute erfolgreich mitzugestalten“, teilte der damalige deutsche Außenminister Guido Westerwelle – passend zur Verleihung des Friedensnobelpreises an die EU – mit.
Am südöstlichen Rand des Champ des Mars steht von 2021 bis 2024 der Grand Palais Éphémère als Ausweichquartier für den Grand Palais, der in dieser Zeit renoviert wird. Der Grand Palais Éphémère war während der Olympischen Sommerspiele 2024 als Arena Champ-de-Mars Austragungsort für die Wettbewerbe im Ringen und im Judo. In der Mitte des Champ des Mars beherbergte zudem das temporäre Stade Tour Eiffel die Wettkämpfe im Beachvolleyball.